# Orgilus planus
Orgilus planus är en stekelart som beskrevs av Chou 1995. Orgilus planus ingår i släktet Orgilus och familjen bracksteklar. Inga underarter finns listade i Catalogue of Life.